# Resna
Resna (cyr. Ресна) – wieś w Czarnogórze, w gminie Cetynia. W 2011 roku liczyła 11 mieszkańców.